# Нюстед
„Нюстед“ (стилизирано като NEWST∃D) е американска хевиметъл група сформирана през 2012 г. в Търлок, Калифорния от бившия басист на Металика Джейсън Нюстед.

## История
В групата участват още барабаниста Хесус Мендес и китариста на Voivod Джеси Фарнсуърт. Бандата е сравнително нова за метъл индустрията, но бързо набира популярност с издаването на първия си албум Heavy Metal Music на 6 август 2013 г.

## Състав
- Джейсън Нюстед – вокали и бас (2012 – 2014)
- Джеси Фарнсуърт – китара (2012 – 2014)
- Хесус Мендес – барабани (2012 – 2014)
- Майк Мъшок – китара (2013 – 2014)

## Дискография

### Албуми
- 2013: Heavy Metal Music (Chophouse Records)

### EPs
- 2013: Metal (Chophouse Records)